# 티나 레이놀즈
티나 레이놀즈(Tina Reynolds)는 아일랜드의 가수이다. 유로비전 송 콘테스트 1974에서 아일랜드 대표로 참가했다.